# Esselunga
Esselunga S.p.A. es una cadena italiana de tiendas minorista. Fundada en 1957 por los hermanos Bernardo, Guido y Claudo de la familia Caprotti con Nelson Rockefeller, la compañía ahora es propiedad por la familia Caprotti a través de los Supermercados Italiani S.p.A.
Fue la primera cadena de supermercados en Italia y fue la primera en introducir compras en línea y productos ecológicos de producción propia. 
Con 17,000 empleados, la compañía tuvo una facturación de €4.9 en 2006. Esselunga controla cerca del 9% del mercado de distribución italiana de comestibles. Está clasificada como la cuarta empresa más rentable en el sector minorista europeo (en proporción a su tamaño) y es la compañía número 23 más grande de Italia. Esselunga es propietario del 50% de la filial italiana de Penny Market. 
Esselunga es enteramente propiedad de la familia y no está en el mercado de valores.